# Гатванська культура
Хатванська культура — археологічна культура пізньої бронзової доби у Центральній Європі.
Названа за селом Гатван у медьє Гевеш, де розкопки проводилися в 1930-х роках.
Хатванська культура датується часом А2 бронзової доби за Павлом Рейнецьким, тобто 1950—1700 роками до Р. Х.

## Поширення
Хатванська культура була поширена:
- на півдні західної та середньої Словаччини від нижнього Понітря (водосточища річки Нітра) до Кошицької улоговини,
- у північній й східній Угорщині від коліна Дунаю до горішньої Тиси.

Багато поселень культури зосереджено у Буковичих горах (угорською Бюкк) на півночі Угорщини.
В рамках культури виділяють декілька груп — група з південної Словаччини називається Токодською групою.

## Походження
Культура є продовженням розвитку північого краю Вучедільської культури. На території Угорщини слідує після Нагиревської культури.
Пізня фаза Хатванської культури сучасна Отоманській культурі.
У формуванні культури присутні сильні впливи ямної культури охрових могил (ямна культура) України та подальшими впливами балканських культур ранньої бронзи.
Кінцем Хатванської культури стала експансія народу Отоманьської культури.

## Поховання
У Хатванській культурі панували вельми досконала гаряча кремація. Хатванська культура першою прийняла загально поширену гарячу кремацію серед культур пізньої бронзи.
Залишки спалення вкладалися до попельниці (урни), до якої вкладали ще 3-4 менших розміру контейнери. Інвентар поховань подібний до інвентаря культури дзвоноподібних келихів.

## Городища
Поселення зосереджені переважно у Буковичних горах та на Матрі.
Вони переважно звенені на підвищених місцях та фортифіковані.
Є також поселення на відкритих місцях. Просторі надземні будівлі з площею до 200 м².
Населення займалося рослинниством та тримало худобу.

## Кераміка
Кераміка була вельми різноманітна — кружки типу Токод, великі попільниці (урни), висячі контейнери, амфори, горщики та чашки, келихи, миски у формі шведських шоломів, дуршляки та інше. Кераміку прикрашали оттисками тканини, соломи, гребіців та безлічі інших методів дії на поверхню кераміки.